# Idiagonum
Idiagonum is een geslacht van kevers uit de familie van de loopkevers (Carabidae). De wetenschappelijke naam van het geslacht is voor het eerst geldig gepubliceerd in 1952 door Darlington.

## Soorten
Het geslacht Idiagonum omvat de volgende soorten:
- Idiagonum asperius Darlington, 1952
- Idiagonum asperum Darlington, 1952
- Idiagonum darlingtoni Baehr, 2000
- Idiagonum eliti Baehr, 2000
- Idiagonum giluwe Darlington, 1971
- Idiagonum inasperum Darlington, 1952
- Idiagonum latior Baehr, 2000
- Idiagonum limatulum Darlington, 1971
- Idiagonum longipenne Baehr, 2000
- Idiagonum macrocephalum Baehr, 2000
- Idiagonum muscorum Darlington, 1952
- Idiagonum opacicolle Baehr, 2000
- Idiagonum riedeli Baehr, 2000
- Idiagonum sinuatipenne Baehr, 2000